# Asa N.º 76 da RAAF
A Asa N.º 76 foi uma formação da Real Força Aérea Australiana (RAAF) durante a Segunda Guerra Mundial. Inicialmente colocada em Queensland, o seu quartel-general foi transferido para Darwin, no Território do Norte, em Setembro de 1944, para assumir o comando de três esquadrões equipados com hidroaviões PBY Catalina: o Esquadrão N.º 20, o Esquadrão N.º 42 e o Esquadrão N.º 43. A principal tarefa destes esquadrões era a de lançar minas aquáticas no teatro do Sudoeste do Pacífico, realizando-a até longínquas áreas como Java, Bornéu, Filipinas e China. Além de lançar minas aquáticas, os hidroaviões Catalina realizaram missões de bombardeamento, patrulha aérea, transporte aéreo e lançamento de milhões de panfletos propagandísticos nos últimos meses da guerra. Com o final da guerra, o quartel-general da asa foi dissolvido em Novembro de 1945.

## História
O quartel-general da Asa N.º 76 foi estabelecido no dia 3 de Janeiro de 1944 em Townsville, Queensland, e a meio do mês foi movido para Cairns. Liderado pelo Comandante de asa Reginald Burrage, foi transferido em Setembro para Darwin, no Território do Norte, para coordenar e controlar as operações de lançamento de minas aquáticas no Comando da Área Noroeste pelos esquadrões 20, 42 e 43. Cada um destes esquadrões estava equipado com hidroaviões PBY Catalina, apelidados de "Black Cats" (em português: Gatos Pretos); o Esquadrão N.º 20 havia estado colocado em Cairns juntamente com o quartel-general da Asa N.º 76, o Esquadrão N.º 42 foi formado em Darwin em Agosto e o Esquadrão N.º 43 já operava a partir de Darwin desde Março. As missões de lançamento de minas aquáticas realizadas pela RAAF ao longo do ano anterior haviam sido consideradas um sucesso, tendo interrompido as movimentações das embarcações inimigas com um custo muito menor de horas de operação do que com bombardeamentos aéreos convencionais, sendo rentáveis o suficiente para que a RAAF dedicasse uma asa com três esquadrões exclusivamente para a realização desta tarefa. Embora os hidroaviões Catalina fossem lentos e susceptíveis a ataques de caças inimigos, a taxa de baixas não era superior a uma por cada 95 missões. Além de controlar os três esquadrões, a asa controlava ainda a Unidade de Manutenção de Hidroaviões N.º 2, a Esquadrilha de Resgate Aeronaval N.º 11 e a Unidade Móvel de Torpedos N.º 3. Todas as unidades estava localizadas em Darwin à excepção do Esquadrão N.º 42, que estava colocado na Península de Gove.

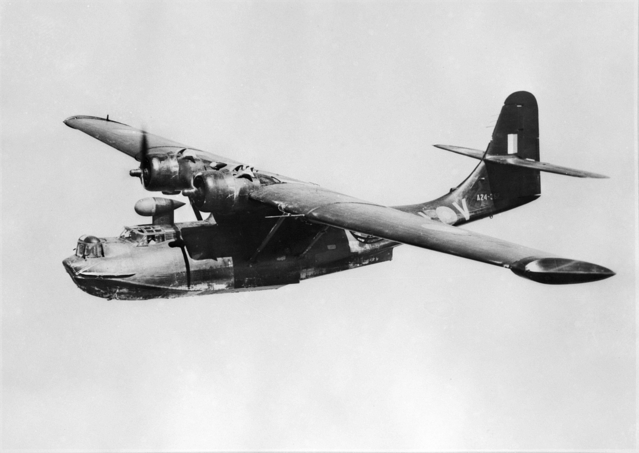
Um Catalina do Esquadrão N.º 43

Esperava-se que os esquadrões equipados com hidroaviões Catalina realizassem cerca de 100 missões por mês a partir de Darwin. Na sua primeira semana de operações, a partir de 13 de Setembro de 1944, eles realizaram 98 missões, lançando minas em Celebes, Java e Surabaya. Em Outubro, puderam começar a usar a recém-conquistada ilha de Morotai para expandir a sua área de operações até Balikpapan e Tarakan. No dia 14 de Dezembro o Esquadrão N.º 43, reforçado com os hidroaviões Catalina do Esquadrão N.º 11, lançaram minas na baía de Manila para encurralar uma série de embarcações japonesas, prestando assim apoio ao desembarque aliado em Mindoro que ocorreu no dia seguinte. Voando a partir de Leyte, os vinte e quatro Catalina lançaram com sucesso 60 minas aquáticas na bem protegida área, tendo perdido apenas uma aeronave e voltando a casa no limite das suas reservas de combustível.
Na período inicial de 1945 um clima típico de monção em Darwin reduziu o número de missões realizadas pela Asa N.º 76. Na noite entre 5 e 6 de Abril, três hidroaviões Catalina vigiaram o cruzador japonês Isuzu, que posteriormente foi atingido por bombardeiros aliados e afundado por submarinos. Durante este mês, os Catalina lançaram minas no porto de Hong Kong, além de também minar várias zonas na costa da China, voando cerca de dezasseis horas por cada missão. No dia 26 de Maio, realizaram a operação da RAAF mais a norte da Guerra do Pacífico, contra Wenchow. No mesmo mês, o Capitão de Grupo Stuart Campbell, antigo comandante do Esquadrão N.º 42, assumiu o comando da asa. Entre Maio de Junho, reforçada por um destacamento do Esquadrão N.º 11, a Asa N.º 76 realizou missões de lançamento de minas e bombardeamento em apoio à futura Operação Oboe Six, a Batalha do Bornéu do Norte, e à Operação Oboe Two, a Batalha de Balikpapan. Antes da Oboe Six, enquanto alguns Catalina concentraram-se em minar as imediações do porto de Surabaia, outros bombardearam aeródromos em Java e Celebes em conjunto com os B-24 Liberator da RAAF. Os Catalina e os Liberator combinaram um novo ataque antes da Operação Oboe Two, na qual atacaram aeródromos japoneses que poderiam ameaçar as operações em Balikpapan, em alguns casos bombardearam os mesmos alvos uma e outra vez, os Catalina de noite e os Liberator de dia.

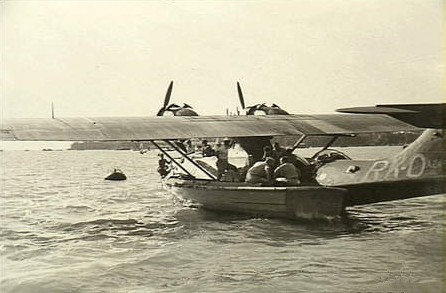
Um Catalina do Esquadrão N.º 42 em Darwin, em 1945

Com a decisão dos aliados em confinar as operações de lançamento de minas da RAAF em áreas do sul da China a partir de Junho, o número de alvos que os Catalina podiam minar tornou-se reduzido. O número de missões por mês baixou para 58, algumas das quais eram realizadas a partir de Labuan contra o Estreito de Bangka. As últimas missões da guerra com minas aquáticas foram realizaram em Julho, contra o Estreito de Bangka. Nos últimos meses antes da rendição japonesa, os Catalina lançaram panfletos de propaganda nas Índias Orientais Holandesas e no mar da China Meridional, lançando mais de um milhão só em Junho. A Asa N.º 76 e os seus esquadrões permaneceram em Darwin depois de a guerra chegar ao fim, realizando patrulhas aéreas rotineiras, transportando mantimentos e medicamentos para prisioneiros de guerra no Sudoeste do Pacífico e assistindo na repatriação de pessoal australiano. Em Novembro de 1945, devido a uma re-organização das unidades da RAAF em Darwin, o quartel-general da asa recebeu ordens para se dissolver. Deixou de estar operacional a partir de 16 de Novembro e foi oficialmente dissolvido cinco dias depois. No mesmo mês, o Esquadrão N.º 42 também foi dissolvido, enquanto os esquadrões 20 e 43 foram transferidos para Rathmines, onde foram dissolvidos em 1946.